# Forward Operating Site
Un Forward Operating Site (FOS, site d'opérations avancés) est un terme de jargon militaire américain pour désigner un site abritant des installations « qui peuvent être agrandies ou rétrécies et « tièdes » qui peuvent supporter des opérations militaires soutenues, mais seulement avec un personnel réduit ou des contractuels. Un FOS peut abriter une force temporaire en rotation et peut également contenir des équipements déployés,. » Ces sites ont été établis lorsque les chefs militaires américains ont commencé à tenir compte des menaces régionales, principalement en Afrique et en Amérique du Sud, à la suite d'une révision des objectifs militaires des États-Unis en 2004.
Un terme équivalent est Forward Operating Locations (FOL, base d'opérations avancés) utilisé depuis au moins la guerre froide pour des sites pouvant accueillir rapidement un fort contingent ou transformable en grande base aérienne en cas de besoin. 